# ويلي براندت
فيلي براندت (بالألمانية: Willy Brandt) (مواليد هربرت إرنست كارل فرام (بالألمانية: Herbert Ernst Karl Frahm)؛ 18 كانون الأول 1913 – 8 تشرين الأول 1992) كان رجل دولة ألمانيًّا وسياسيًّا، كان زعيم الحزب الديمقراطي الاجتماعي الألماني (SPD) من 1964 إلى 1987 وشغل منصب مستشار جمهورية ألمانيا الاتحادية (ألمانيا الغربية) في الفترة من 1969 إلى 1974. حصل على جائزة نوبل للسلام عام 1971 لجهوده في تعزيز التعاون في أوروبا الغربية من خلال المجموعة الاقتصادية الأوروبية وتحقيق المصالحة بين ألمانيا الغربية وبلدان أوروبا الشرقية. وكان أول مستشار من الحزب الديمقراطي الاجتماعي منذ عام 1930.
فرّ إلى النرويج ثم السويد خلال فترة حكم النظام النازي، وعمل كصحفي يساري، واتخذ اسم ويلي براندت كاسم مستعار لكي لا ينكشف أمره من قبل عملاء النازية، ومن ثم اعتمده كاسم رسمي عام 1948. براندت كان يعتبر في الأصل واحدا من قادة الجناح اليميني في الحزب الديمقراطي الاجتماعي، نال شهرته الأولى في منصب عمدة برلين الغربية. شغل منصب وزير الخارجية ومنصب نائب المستشار في حكومة كورت غيورغ كيزينغر، وأصبح مستشارا في عام 1969. كمستشار حافظ على توافق وثيق بين ألمانيا الغربية والولايات المتحدة كما ركز على تعزيز التكامل الأوروبي في أوروبا الغربية، وذلك حين أطلق سياسته الجديدة المسماة Ostpolitik والتي تعني (علاقات التقارب أو السياسية الشرقية) والتي تهدف إلى تحسين العلاقات مع أوروبا الشرقية. كان براندت مثيرا للجدل لكل من الجناح اليميني بسبب سياسة علاقات التقارب، وللجناح اليساري بسبب دعمه للسياسات الأمريكية، بما في ذلك حرب فيتنام والأنظمة الاستبدادية اليمينية. أصبح ما يسمى [تقرير براندت] مقياس معترف به لوصف الفجوة بين الشمال والجنوب في الاقتصاد والسياسة العالمية بين الشمال الثري والجنوب الفقير. كان براندت معروفا أيضا بسياساته العنيفة المعادية للشيوعية على المستوى المحلي، وبلغت ذروتها في Radikalenerlass (مرسوم مكافحة الراديكالية) في عام 1972.
استقال براندت من منصبه كمستشار في عام 1974، بعد كشف كون غونتر غيليوم جاسوسا لجهاز أمن الدولة الشتازي التابع لألمانيا الشرقية، فيما عُرف حينها بفضيحة غيليوم.

## حياته
ولد ويلي تحت اسم هربرت فرهام (Herbert Ernst Karl Frahm) لأب محاسب وأم بائعة. انضم سنة 1929 إلى شبيبة الحزب الاشتراكي، وفي سنة 1931 انضم إلى حزب العمال الاشتراكيين.
خلال الحكم النازي في ألمانيا هرب إلى النرويج عن طريق البحر، للحفاظ على سلامته. واستعمل اسم ويلي برانت لنشاطه في المقاومة ضد النازية، واعتمد هذا الاسم كاسمه المدني. ثم عاد إلى ألمانيا سنة 1946 بعد انتهاء الحرب العالمية الثانية، واستقر في برلين وعمل ممثلا عن الحكومة النرويجية. وعمل في الفترة بين 1957 و 1966 رئيس بلدية برلين الغربية ، وكانت تلك الفترة مرحلة صعبة واجهت عدة مشاكل أبرزها بناء جدار برلين.
أصبح سنة 1964 أمين عام الحزب الاشتراكي الألماني وبقي في منصبه حتى سنة 1987. انتخب سنة 1969 كمستشار لألمانيا واشتهر بسياسته الخارجية المعروفة باسم أوستبوليتيك المنفتحة على ألمانيا وأوروبا الشرقيتين. اعترف رسميا بجمهورية ألمانيا الديمقراطية وأقام علاقات ديبلوماسية جيدة مع بولندا والاتحاد السوفياتي. وحصل على جائزة نوبل للسلام سنة 1971 لمحاولته في التقريب بين ألمانيا الشرقية والغربية. وفي سنة 1974 استقال من منصبه عندما أعلمته المخابرات الألمانية أن أحد مساعديه الشخصيين كان جاسوسا لصالح ألمانيا الشرقية. وعمل في الفترة بين 1971 و 1983 نائباً في البرلمان الأوروبي.

آخر ظهور رسمي لفيلي برانت عند طلبه إطلاق الرهائن الغربيين من صدام حسين

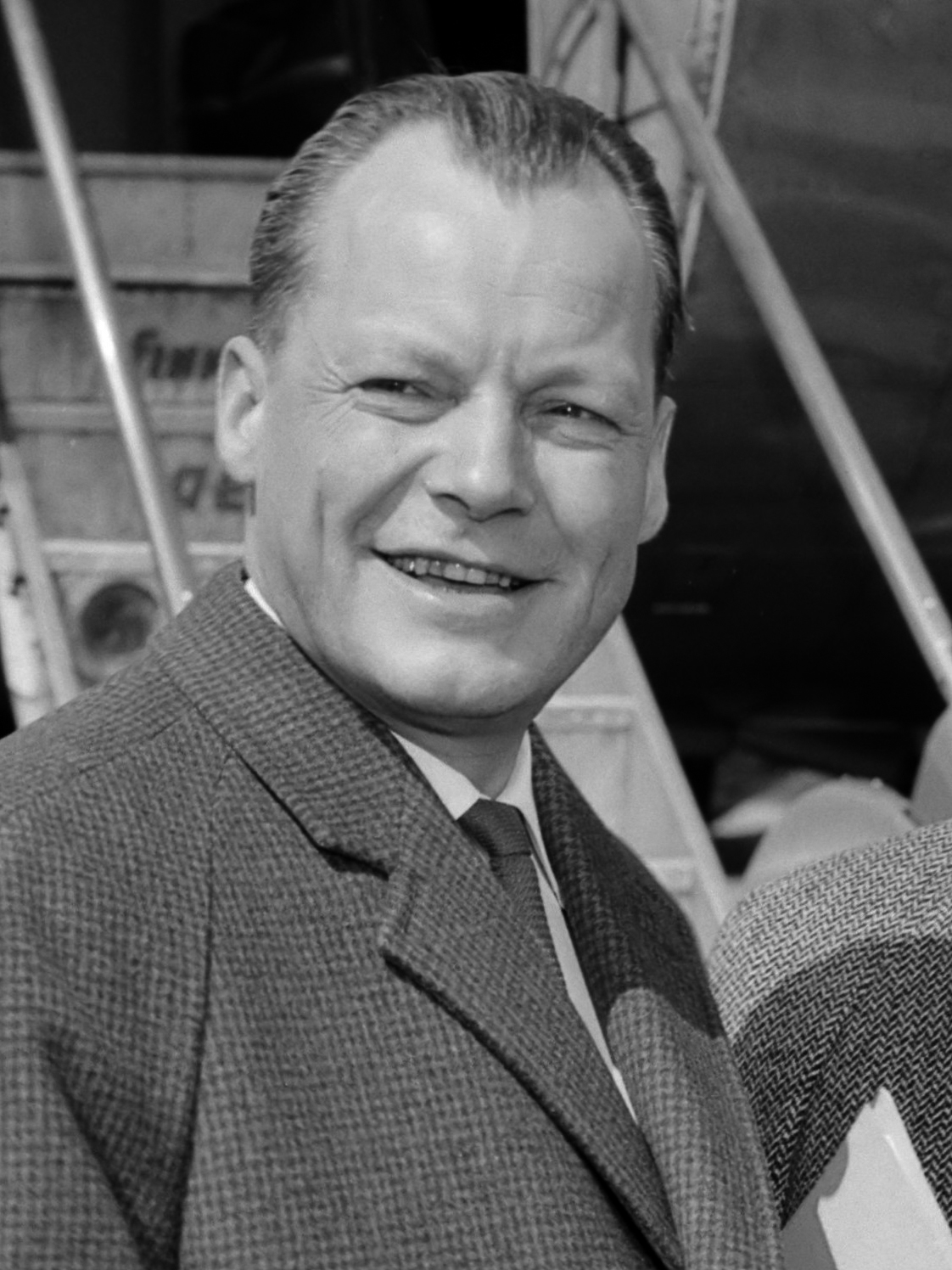
براندت في عام 1959 كعمدة حاكم لبرلين الغربية

آخر ظهور علني له كان في رحلته إلى بغداد ليطلب إطلاق سراح رهائن غربيين محتجرين من قبل حكومة صدام حسين.

## روابط خارجية
- ويلي براندت على موقع IMDb (الإنجليزية)
- ويلي براندت على موقع الموسوعة البريطانية (الإنجليزية)
- ويلي براندت على موقع مونزينجر (الألمانية)
- ويلي براندت على موقع ألو سيني (الفرنسية)
- ويلي براندت على موقع ميوزك برينز (الإنجليزية)
- ويلي براندت على موقع قاعدة بيانات الأفلام السويدية (السويدية)
- ويلي براندت على موقع إن إن دي بي (الإنجليزية)
- ويلي براندت على موقع ديسكوغز (الإنجليزية)
- ويلي براندت على موقع قاعدة بيانات الفيلم (الإنجليزية)
- ويلي براندت على موقع كينوبويسك (الروسية)
- مؤسسة المستشار الاتحادي فيلي براندت
- منتدى فيلي براندت في مدينة أونكل
- السيرة الذاتية الرسمية لفيلي براندت من قبل مؤسسة المستشار فيلي براندت
- آدم سنييد، "لجنة براندت" في العولمة والحكم الذاتي خلاصة الإنترنت، حرره وليام د. كولمان ونانسي جونسون
- سيرة فيلي براندت
- فيلي براندت، وتوحيد أوروبا من مركز لجمع الدراسات الأوروبية
- محاضرة في جامعة DePauw
- براندت مرات الظهور على سي-سبان

| المناصب السياسية         | المناصب السياسية                      | المناصب السياسية                 |
| ------------------------ | ------------------------------------- | -------------------------------- |
| سبقه أوتو سور            | رئيس مجلس نواب برلين 1955–1957        | تبعه كورت لانديسبيرغ             |
| سبقه أوتو سور            | عمدة إدارة برلين الغربية 1957–1966    | تبعه هاينريش ألبيرتس             |
| سبقه هانز كريستوف سيبوم  | نائب مستشار ألمانيا الغربية 1966–1969 | تبعه فالتر شيل                   |
| سبقه غيرهارد شرودر       | وزير الشؤون الخارجية 1966–1969        | تبعه فالتر شيل                   |
| سبقه كورت غيورغ كيزينغر  | مستشار ألمانيا الغربية 1969–1974      | تبعه هيلموت شميدت                |
| الجوائز                  |                                       |                                  |
| سبقه نورمان بورلوغ       | حائز على جائزة نوبل للسلام 1971       | شاغرحامل اللقب التاليهنري كيسنجر |
| سبقه نورمان بورلوغ       | حائز على جائزة نوبل للسلام 1971       | شاغرحامل اللقب التاليلي دوك ثو   |
| المناصب الحزبية السياسية |                                       |                                  |
| سبقه برونو بيترمان ‏      | رئيس الاشتراكية الدولية 1976–1992     | تبعه بيار موروا                  |